# Aspitates orientaria
Aspitates orientaria là một loài bướm đêm trong họ Geometridae.